# Gnuplot
gnuplot – program do tworzenia dwu i trójwymiarowych wykresów funkcji i graficznej reprezentacji danych. Umożliwia również dopasowanie parametrów zdefiniowanej funkcji do danych pomiarowych. Wykorzystywana jest do tego metoda najmniejszych kwadratów.
Rozprowadzany jest na licencji, która zezwala na kopiowanie i modyfikowanie kodu źródłowego, choć zmodyfikowane wersje mogą być rozprowadzane wyłącznie jako łaty. Jako taki, jest wolnym oprogramowaniem w rozumieniu FSF oraz DFSG. Zbieżność nazwy z projektem GNU jest przypadkowa.
Praca z programem odbywa się w wierszu poleceń lub trybie wsadowym. Domyślnie ustawiony jest terminal x11.
gnuplot generuje bezpośrednio pliki wyjściowe w formatach: EPS, SVG, PNG, JPEG i innych. Jest wykorzystywany jako program rysujący przez programy: GNU Octave, Maxima, gretl oraz MPSolve.

Przykładowy wykres 3D stworzony w gnuplot
Przykładowy wykres 2D stworzony w gnuplot